# Villamblard

Villamblard este o comună în departamentul Dordogne din sud-vestul Franței. În 2009 avea o populație de 891 de locuitori.

## Evoluția populației
| An        | 1975 | 1982 | 1990 | 1999 | 2006 | 2009 |
| --------- | ---- | ---- | ---- | ---- | ---- | ---- |
| Populație | 841  | 823  | 813  | 822  | 883  | 891  |